# Sciurillus pusillus
La ardilla pigmea neotropical (Sciurillus pusillus) es una especie de roedor esciuromorfo de la familia Sciuridae. Es una ardilla muy pequeña que habita en Sudamérica. Es la única especie del género Sciurillus y de la subfamilia Sciurillinae.
Se encuentra en las selvas bajas del Colombia, Perú, Brasil, Venezuela, Guayana Francesa, Guayana y Surinam.

## Subespecies
Se conocen tres subespecies de Sciurillus pusillus.
- Sciurillus pusillus pusillus
- Sciurillus pusillus glaucinus
- Sciurillus pusillus kuhlii